# Jessica Rakoczy
Jessica Rakoczy, née le 14 avril 1977 est une pratiquante de MMA canadienne évoluant au sein de l'organisation de l'Ultimate Fighting Championship dans la catégorie des poids pailles.

## Parcours en boxe
Jessica Rakoczy a fait ses débuts en boxe en 1998 et a combattu au niveau amateur durant 2 ans. Elle est passée professionnelle en 2000. Durant sa carrière elle a remporté 33 combats, connu trois défaites et un combat sans décision. Elle a gagné 8 titres de championne du monde (NABA (x1), NABF (x2), IBA (x3), WBC (2x))
et elle a été élue meilleure boxeuse de l'histoire des poids légers en 2005[réf. nécessaire].

## Parcours en MMA

### Débuts
Le 8 octobre 2009 Jessica Rakoczy commence sa carrière  en MMA. Elle est opposée, à l'américaine Michelle Ould lors de l'événement Tachi Palace Fights 1 se déroulant à Lemoore. Elle perd par KO technique (coups de poing) durant la seconde reprise.
Le 9 octobre 2010 Jessica Rakoczy affronte l'américaine Jennifer Scott lors du Millennium Events: MMA Xplosion à Las Vegas. Elle inflige un KO technique à son adversaire, le docteur estimant Jennifer Scott incapable de continuer l'affrontement durant le second round. Toutefois Jessica Rakoczy échoue au contrôle antidopage et avoue avoir pris des substances interdites à cause de douleurs dorsales. L'issue du combat est changée en « sans décision » et la combattante écope de neuf mois de suspension et d'une amende de 833 $.

### Ultimate Fighting Championship
Entre septembre 2013 et novembre 2013 Jessica Rakoczy remporte 3 combats exhibition lors des évènements The Ultimate Fighter: Team Rousey vs. Team Tate. Elle est alors coachée par Ronda Rousey et bat Revelina Berto, Roxanne Modafferi et Raquel Pennington ce qui lui permet de se gagner sa place pour la finale du 30 novembre 2013 à Las Vegas, dans le Nevada aux États-Unis. Jessica Rakoczy, pour sa première apparition à un évènement UFC, est opposée à l'américaine Julianna Peña. A la dernière seconde de la première reprise elle subit un Ko technique et rate l'occasion de s'emparer du titre de championne de The Ultimate Fighter.
Le 25 avril 2015 Jessica Rakoczy participe à son deuxième combat à l'UFC. Elle affronte la canadienne Valérie Létourneau à l'UFC 186 - Johnson vs. Horiguchi se déroulant à Montréal, Québec au Canada. Valérie Létourneau parviens à dominer son adversaire au combat au sol et place une soumission en triangle. Jessica Rakoczy parviens à se dégager mais se retrouve blessée à l’œil droit, ce qui gêne sa vision durant toute la suite du combat. Elle sera finalement battue par décision (29-28, 29-28, 30-27).

## Palmarès en MMA
| 7 combats      | 1 victoires | 5 défaites |
| Par KO         | 1           | 2          |
| Par soumission | 0           | 1          |
| Sur décision   | 0           | 2          |
| Sans décision  | 1           | 1          |

| Résultat      | Record  | Adversaire         | Méthode                                | Événement                           | Date             | Round | Temps | Lieu                                  | Notes |
| ------------- | ------- | ------------------ | -------------------------------------- | ----------------------------------- | ---------------- | ----- | ----- | ------------------------------------- | --- |
| Défaite       | 1-5 (1) | Valérie Létourneau | Décision unanime                       | UFC Fight Night: Cerrone vs. Miller | 16 juillet 2014  | 3     | 5:00  | Atlantic City, New Jersey, États-Unis | |
| Défaite       | 1-4 (1) | Julianna Peña      | TKO (coups de poing et coups de coude) | The Ultimate Fighter 18 Finale      | 30 novembre 2013 | 1     | 4:59  | Las Vegas, Névada, États-Unis         | Combat pour le titre de The Ultimate Fighter 18                                                               |
| Victoire      | 1-3 (1) | Kristen Gatz       | KO (coups de poing)                    | TPF 3: validation                   | 7 septembre 2012 | 1     | 2:19  | Lemoore, Californie, États-Unis       | |
| Sans décision | 0-3 (1) | Jennifer Scott     | Sans décision                          | Millennium Events: MMA Xplosion     | 9 octobre 2010   | 2     | 5:00  | Las Vegas, Nevada, États-Unis         | La victoire de Jessica Rakoczy par TKO est changée en « sans décision » après l'échec du contrôle antidopage. |
| Défaite       | 0-3     | Felice Herrig      | Décision partagée                      | Bellator FC 14                      | 15 avril 2010    | 3     | 5:00  | Rio de Janeiro, Brésil                | |
| Défaite       | 0-2     | Zoila Frausto      | Soumission (clé de bras)               | TPF 3: Champions Collide            | 4 février 2010   | 2     | 1:17  | Lemoore, Californie, États-Unis       | |
| Défaite       | 0-1     | Michelle Ould      | TKO (coups de poing)                   | Tachi Palace Fights 1               | 8 octobre 2009   | 2     | 1:40  | Lemoore, Californie, États-Unis       | |